# John Hollins
John Hollins (Guildford, 16 luglio 1946 – Londra, 14 giugno 2023) è stato un calciatore e allenatore di calcio inglese, di ruolo centrocampista.

## Morte
E morto all' età di 76 anni

## Palmarès

### Giocatore
- Coppa di Lega inglese: 1

Chelsea: 1964-1965
- Coppa d'Inghilterra: 1

Chelsea: 1969-1970
- Coppa delle Coppe: 1

Chelsea: 1970-1971
- Campionato inglese di seconda divisione: 1

Chelsea: 1983-1984

### Allenatore
- Full Members Cup: 1

Chelsea: 1985-1986